# Summer Breeze Open Air
Il Summer Breeze Open Air è un festival di musica heavy metal che si tiene annualmente a Dinkelsbühl, in Baviera, Germania. È stato organizzato per la prima volta nel 1997 e si è tenuto ad Abtsgmünd fino al 2006, anno dello spostamento di sede a Dinkelsbühl.

## Storia
Quando Achim Ostertag cominciò a organizzare il primo Summer Breeze nel 1997, nessuna delle persone coinvolte avrebbe mai neppure sognato le dimensioni che avrebbe finito per raggiungere l'evento. A quel tempo Achim suonava ancora la batteria in una band locale chiamata Voodoo Kiss. All'epoca però quasi non c'erano locali dove suonare dal vivo: di conseguenza Achim e i suoi amici decisero di organizzare il proprio festival. Così iniziò il Summer Breeze, con 10 band che suonavano in 10 giorni in una tenda nell'area fiere di Abtsgmünd. Fu quello il primo caotico tentativo, con 300 fan tra il pubblico. Il secondo Summer Breeze ebbe luogo solo nel 1999, nella stessa tenda. Questa volta c'erano alcuni nomi noti tra le 10 band che suonavano, come Darkseed, Night in Gales e Crack Up, che attirarono ben 500 spettatori al giorno. C'era chiaramente una tendenza positiva.
Nel tardo 1999 Achim Ostertag e il suo team decisero per la prima volta di fare del Summer Breeze 2000 un festival open air. Con 36 band che si esibivano su di un palco – con grandi nomi come Subway to Sally, Onkel Tom, Crematory, Brainstorm e Farmer Boys tra gli altri – in 3 giorni, l'audience crebbe fino a una cifra compresa tra i 1200 e i 2000 spettatori al giorno. Nel 2001, con 42 band, inclusi gli headliner In Extremo, Immortal e Kreator, fu l'anno della svolta per il Summer Breeze Open Air.
Il tardo 2001 vide la formazione della compagnia Silverdust GmbH. Per l'edizione del 2002, con due palchi per la prima volta e con 65 band, il Summer Breeze stava per raggiungere nuove dimensioni. Dal punto di vista del pubblico, il traguardo dei 10.000 fu raggiunto per la prima volta. In ogni caso cominciarono a sorgere dei problemi interni nonostante un evento di successo con grandi nomi come Nightwish, Paradise Lost, Dimmu Borgir, Within Temptation e Tiamat: il team originale di organizzatori si sciolse. Achim Ostertag trovò un nuovo partner in Michael Trengert, che lo aiutò a rimettere in carreggiata il festival. Da allora i fan sono cresciuti continuamente.
Dal 2003 al 2005 ci furono sempre fino a 12.000 fan ad Abtsgmund. Sempre con due palchi e 50 band all'anno, inclusi gruppi come In Flames, Children of Bodom, J.B.O., Danzig, Six Feet Under, Lacuna Coil, In Extremo, Amon Amarth e Sentenced, gli organizzatori riuscirono a confermare il Summer Breeze come un evento fisso della stagione dei festival tedesca. Dopo aver raggiunto il limite di capacità del sito dell'evento ad Abtsgmund negli anni precedenti, e con parte del campeggio potenzialmente non più disponibile, nell'autunno del 2005 si decise di cercare un nuovo luogo intorno ad Abtsgmund.
Dopo che tutti gli sforzi furono inizialmente vani, nel marzo 2006 si affacciò la possibilità di spostare il festival all'aeroporto di Sinbronn vicino a Dinkelsbühl. Dopo le preoccupazioni iniziali relative al cambio di sede annunciato con poco anticipo, la nona edizione del Summer Breeze si svolse tra il 17 e il 19 agosto, con 50 band su due palchi. Sebbene ci fossero nomi illustri nel bill come Fear Factory, Lacrimosa, Kreator, Morbid Angel e Gamma Ray, l'affluenza fu lievemente inferiore rispetto agli anni precedenti a Abtsgmund, probabilmente a causa del cambio di location all'ultimo minuto e della Coppa del Mondo di calcio in Germania.
La decima edizione del Summer Breeze si svolse quell'anno, ancora una volta a Dinkelsbühl. Per celebrare l'anniversario, 66 band si esibirono sui due palchi più la Party Tent, dove le prime band avevano suonato il giorno prima della partenza ufficiale del festival. Sui palchi all'aria aperta band come Soulfly, In Extremo, Amon Amarth, Oomph!, Bolt Thrower, Nevermore, Finntroll e Doro porsero i propri omaggi al decimo anniversario del festival.
Nonostante l'ingorgo stradale che i partecipanti dovettero affrontare nel 2008, anche tale edizione riscosse notevole successo. La Party Tent si confermò come terza location oltre ai due palchi principali, fornendo più attrazioni musicali che mai (Cradle of Filth, Helloween, Subway To Sally, Six Feet Under, Paradise Lost, Heaven Shall Burn e molti altri), con un totale di 90 band. Con un complesso logistico completamente rivisto e di conseguenza il meno stressante viaggio di arrivo di sempre, il Summer Breeze 2009 entrò negli annali come il più di successo di sempre. Ancora una volta, 90 band suonarono nell'aeroporto di Sinbronn: tra esse Amon Amarth, Volbeat, Cantus Buranus, Kreator, Life of Agony e Schandmaul.

## Edizioni

### 1997, 25-26 luglio
Apophis, Dawn of Dreams, Face Your Fear, My Misery, Voodoo Kiss, Wild Africans, Gap, Cold Room, Madman's Law, M.I.T., Synergy, Ember’s Fire

### 1999, 2-3 luglio
Darkseed, End of Green, Undertow, Voodoo Kiss, Night in Gales, Crack Up, Apophis, Dawn of Dreams, Fatered, Mr.Vader

### 2000, 24-26 agosto
Crematory, Sacred Steel, Fleshcrawl, Blackend, Suidakra, Tom Angelripper, Weissglut, Vader, Night in Gales, Undertow, My Deepest Inner, Lacrimas Profundere, Dies Ater, Black Abyss, Le Cri Du Mort, Dark Breed, Faster But Slower, Kickdown, Immortal Rites, Coldspell, Subway to Sally, Farmer Boys, Brainstorm, Apophis, Flowing Tears, Isegrim, Dark at Dawn, Cryptic Carnage, Mr.Vader, Dry Rot, Behind the Scenery, E 605, M.E.L.T., Sudden Death, Twelve After Elf, Deadspawn

### 2001, 22-25 agosto
Paul Di'Anno, Vanishing Point, Eternal Darkness, Rage, Amorphis, Lacuna Coil, Stone the Crow, Graveworm, Symphorce, Aeternitas, The Armada, Haggard, Immortal, Kreator, Die Happy, Farmer Boys, Tankard, God Dethroned, The Crown, Evereve, Crack Up, Jack Frost, Chinchilla, Adorned Brood, Koroded, Fatered, Karkadan, Tom Angelripper, In Extremo, Primal Fear, Moonspell, Pyogenesis, Finntroll, Dawn of Dreams, End of Green, Ektomorf, In Blackest Velvet, Asterius, Bloodflowerz, Dew-Scented, Red Aim, Mirrored Mind, Pettypew, Capsize

### 2002, 22-24 agosto
Per la prima volta le band si esibiscono su due palchi.
Tiamat, Ektomorf, Edguy, Red Aim, Hypocrisy, Belphegor, Bonfire, Die Schinder, Entwine, Night in Gales, Suidakra, Deep Inside Myself, Criminal, Burden of Grief, Mr. Vader, Dry Rot, Volcano, Pain, Dimmu Borgir, Axxis, Nightwish, Vader, The Gathering, Bloodflowerz, Emil Bulls, Disbelief, Soilwork, Mystic Circle, The More I See, After Forever, Left Hand Solution, No Return, Smoke Blow, Thorn Eleven, Substyle, Charon, Dark at Dawn, Mirror Of Deception, Mourning Caress, Redrum Inc., Real:Dead:Love:, Pro Pain, Paradise Lost, Primesth, Samael, Stormwitch, Sentenced, End of Green, Brainstorm, Die Apokalyptischen Reiter, Within Temptation, Agathodaimon, Amon Amarth, Undertow, Flowing Tears, Raunchy, Gurd, Crystal Ball, Ashes You Leave, Ewigheim, The Nerves, My Darkest Hate, The Blue Season, Furbished Face, Y Not

### 2003, 21-23 agosto
The Kovenant, Subway to Sally, Pyogenesis, Krokus, Pungent Stench, Rage, Symphorce, Napalm Death, Psychopunch, Bloodflowerz, Edenbridge, Sincere, Final Breath, Sleepinggodslie, Finntroll, In Extremo, Amorphis, Children of Bodom, Die Apokalyptischen Reiter, Primal Fear, Naglfar, Amon Amarth, Disbelief, Farmer Boys, Graveworm, Heaven Shall Burn, Hypnos, Justice, Thunderstorm, Darkwell, Fallen2pieces, Age of Ignorance, Letzte Instanz, In Flames, The Crown, J.B.O., Hollenthon, Within Temptation, End of Green, Sinner, Undertow, God Dethroned, Callenish Circle, Dew-Scented, Desaster, Darkseed, Elis, Koroded, The Armada, Defending the Faith

### 2004, 19-21 agosto
Lords of Decadence, Fragments of Unbecoming, Rawhead Rexx, Gorerotted, Mörk Gryning, Vomitory, Sonata Arctica, Fleshcrawl, Crematory, Saltatio Mortis, Hypocrisy, Lake of Tears, Sentenced, Goddes of Desire, Mental Amputation, Alev, Beseech, Sleepinggodslie, Criminal, Dark Fortress, Evergrey, Mercenary, Green Carnation, Leaves Eyes, Xandria, Vintersorg, Sodom, Tankard, Die Happy, Sirenia, Six Feet Under, Katatonia, Busta Hoota, Paragon, Immortal Rites, Equilibrium, Deadsoul Tribe, Hatesphere, Mnemic, Honigdieb, Disillusion, Cataract, Schandmaul, Ensiferum, Brainstorm, Psychopunch, U.D.O., Primordial, Danzig, Finntroll

### 2005, 18-20 agosto
Midnattsol, Final Breath, Born from Pain, Anorexia Nervosa, The Bones, Impious, Pink Cream 69, Macabre, Schandmaul, God Dethroned, Therion, Ektomorf, Amon Amarth, Haggard, Powerwolf, Maroon, Korpiklaani, Aborted, Koroded, Nocte Obducta, Krisiun, Skindred, Emil Bulls, Norther, Die Apokalyptischen Reiter, Behemoth, Dark Tranquillity, Atrocity, Opeth, The Exploited, In Extremo, Wintersun, Barcode, Suidakra, Draconian, Enthroned, Lacrimas Profundere, Endstille, Orphaned Land, Disbelief, Caliban, The Vision Bleak, Such a Surge, Symphorce, Subway to Sally, End of Green, J.B.O., Tristania, Lacuna Coil, Pain, Wintersun

### 2006, 17-19 agosto

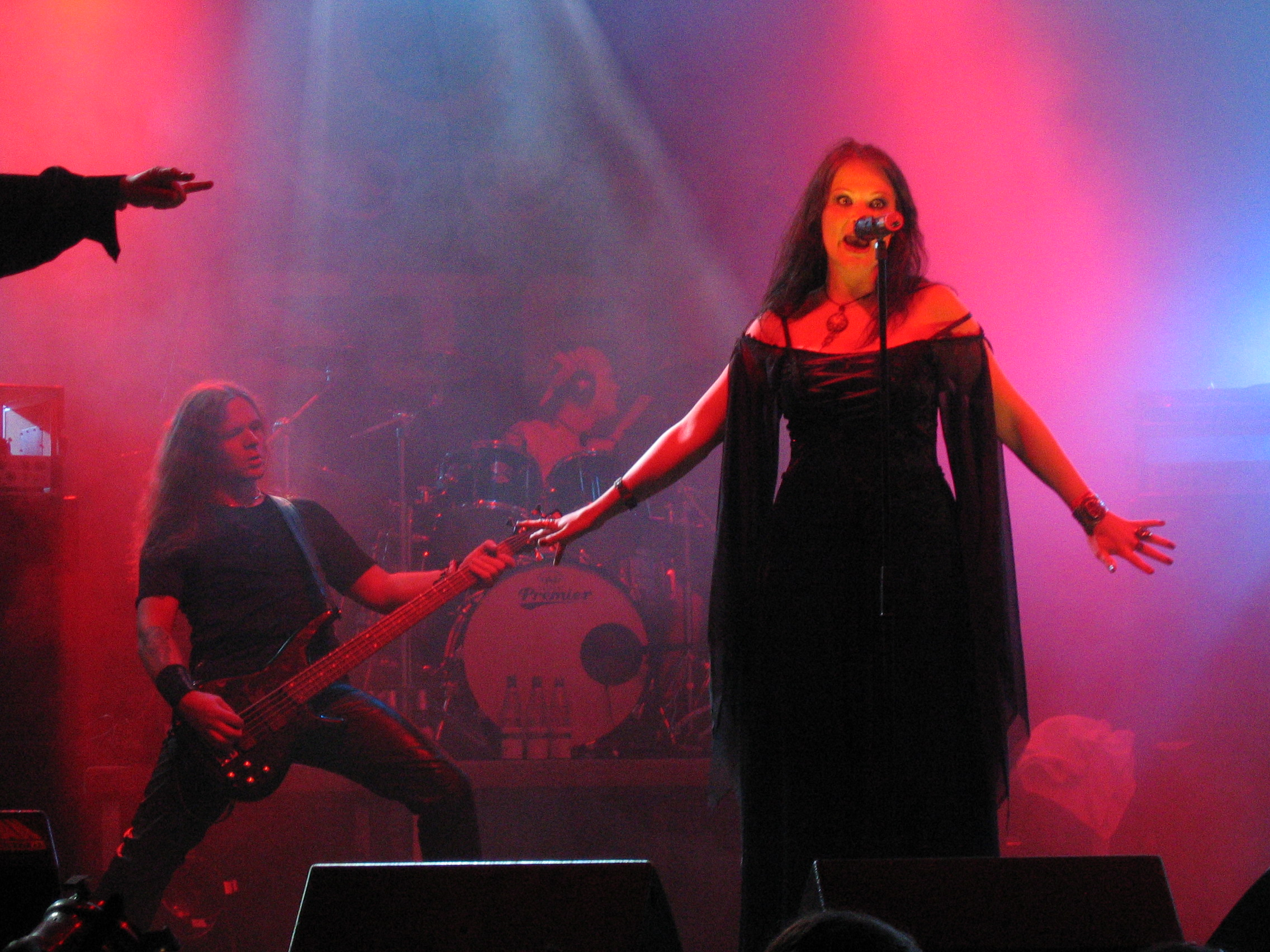
I Tristania al Summer Breeze 2006

Subconscious, Tourettes Syndrome, Volbeat, Undertow, Neaera, Angel Blake, The Haunted, Saltatio Mortis, Moonspell, 1349, Finntroll, ASP, Kreator, Katatonia, Apostasy, Excrementory Grindfuckers, Leng Tch'e, The Ocean, Trail of Tears, Fragments of Unbecoming, Potentia Animi, Scar Symmetry, Rebellion, One Man Army, Exilia, Turisas, Amorphis, Heaven Shall Burn, Morbid Angel, Liv Kristine, Lacrimosa, Deathstars, The Other, Perzonal War, Lumsk, Gojira, Visions of Atlantis, Legion Of The Damned, Necrophagist, Carnal Forge, Totenmond, Psychopunch, Corvus Corax, Thyrfing, Negative, Bloodflowerz, Gamma Ray, Unleashed, Fear Factory, My Dying Bride

### 2007, 16-18 agosto

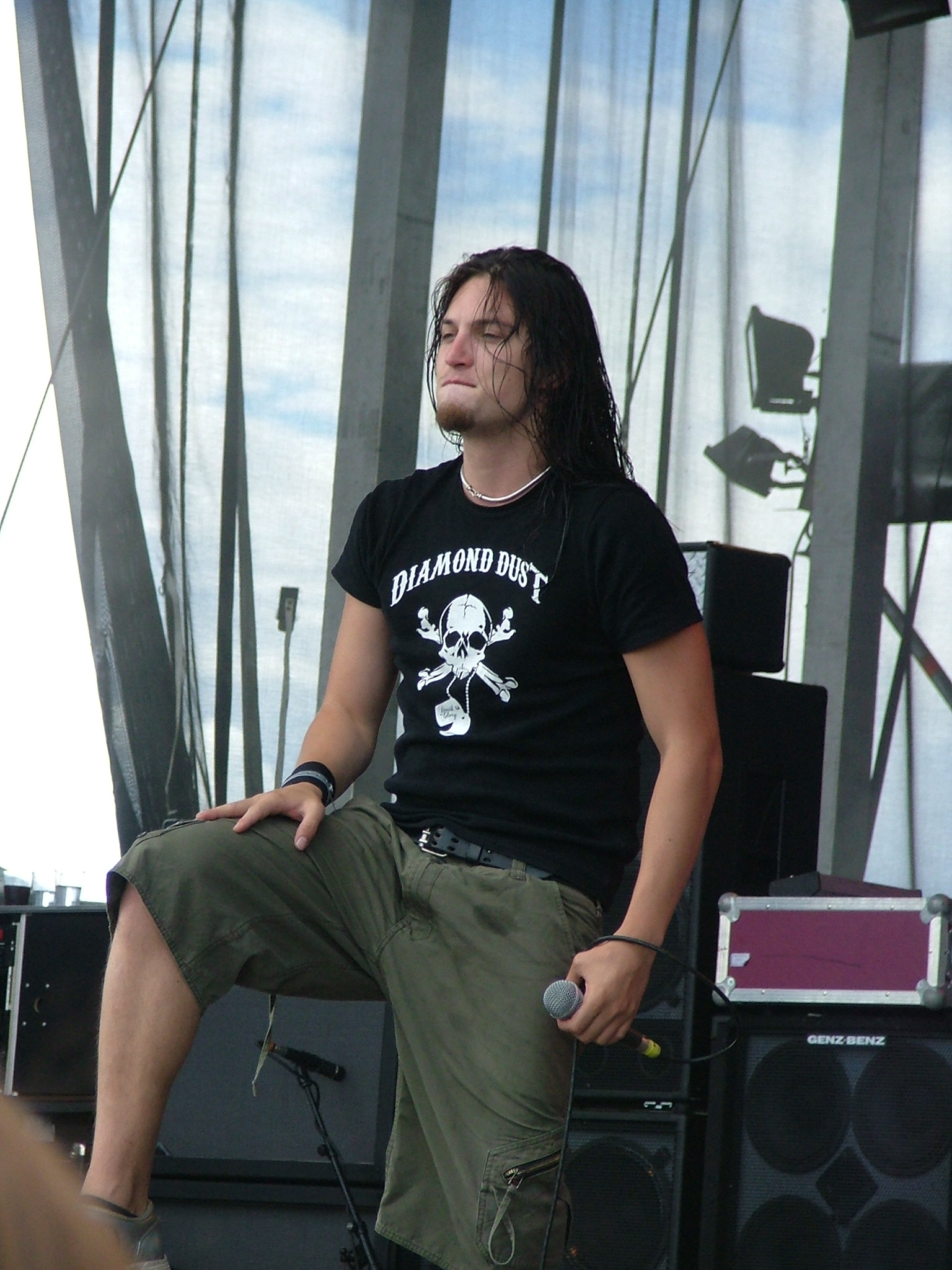
Shawter dei Dagoba al Summerbreeze 2007

Breschdleng, Unblest, Might of Lilith, Stitch, Karma.Connect, Last One Dying, Justice, Powerwolf, Impious, Stitch, Swallow the Sun, Fear My Thoughts, Immolation, Lacrimas Profundere, After Forever, Krypteria, Rage, The Black Dahlia Murder, Doro, Suffocation, Nevermore, Tanzwut, Amon Amarth, Dornenreich, Deadlock, Nightrage, Fall of Serenity, War from a Harlots Mouth, Karkadan, Dagoba, Eluveitie, Koldbrann, Illdisposed, Disillusion, Eisbrecher, Hevein, Sirenia, Necrophobic, L’Âme Immortelle, End of Green, Finntroll, Volbeat, Bolt Thrower, Poisonblack, In Extremo, Dark Funeral, Black Messiah, Sqealer, Absolute, President Evil, Sycronomica, Helrunar, Machinemade God, Secrets of the Moon, Maroon Communic, Blitzkid, Hardcore Superstar, Xandria, Die Apokalyptischen Reiter, Tankard, Dark Tranquillity, Moonsorrow, Oomph!, Caliban, Soulfly, Pain

### 2008, 14-16 agosto
Bloodwork, A Dead Lament, Black Thoughts Bleeding, Dargolf Metzgore, My Elegy, Fuck Your Shadow from Behind, Anima, Lay Down Rotten, The Rotted, Hail of Bullets, Born from Pain, Fleshcrawl, All Ends, Emil Bulls, Aborted, Saltatio Mortis, Graveworm, Apophis, Soilwork, Drone, The Wildhearts, Negură Bunget, Arch Enemy, Kissin' Dynamite, Behemoth, Ahab, Paradise Lost, Diablo Swing Orchestra, Primordial, Onslaught, Helloween, Cephalic Carnage, Marduk, Týr, Cult of Luna, Despised Icon, Dark Age, Heidevolk, Midnattsol, 3 Inches of Blood, Schelmish, Mad Sin, Megaherz, Korpiklaani, Pro-Pain, Enemy of the Sun, Exodus, XIV Dark Centuries, Eluveitie, Beloved Enemy, As I Lay Dying, Sworn, End of Green, Rotten Sound, Six Feet Under, Månegarm, Kataklysm, Shadow Reichenstein, Subway to Sally, Textures, ASP, Hollenthon, The Vision Bleak, Jesus on Extasy, Debauchery, Japanische Kampfhörspiele, The Old Dead Tree, Autumn, Hackneyed, Endstille, Keep Of Kalessin, Dismember, Neaera, Ageypnie, Ensiferum, Nme.mine, Primal Fear, Hacride, H-Blockx, Misery Speaks, Sonic Syndicate, Misanthrope, Heaven Shall Burn, novembre, Destruction, Mustasch, Cradle of Filth, Jack Frost, Anathema, Dark Fortress

### 2009, 13-15 agosto
Cyrcus, Sheephead, Cypecore, Second Relation, One Way Mirror, Razor Of Occam, Vomitory, God Dethroned, Powerwolf, Cataract, Katra, Deadlock, Vader, Grand Magus, Jack Slater, Unheilig, Sylosis, Equilibrium, Psycroptic, J.B.O., Beneath The Massacre, Walls of Jericho, Hackneyed, Kreator, The Red Chord, Backyard Babies, Anaal Nathrakh, Cantus Buranus, Misery Index, Katatonia, Hate Eternal, Suffocation, Carnifex, The Faceless, UnSun, The New Black, The Cumshots, Battlelore, Callejon, Nim Vind, The Other, Sacred Steel, Psychopunch, Skyforger, The Haunted, Black Messiah, Entombed, Obscura, Schandmaul, Koldbrann, Sabaton, Urgehal, Life Of Agony, Cynic, Amorphis, Vreid, Amon Amarth, The Sorrow, Haggard, Firewind, Protest the Hero, Raunchy, Elvenking, Benighted, Black Sun Aeon, The Storm, Before The Dawn, Grave, Krypteria, Born from Pain, Unlight, Epica, Narziss, Brainstorm, Waylander, Evergreen Terrace, Excrementory Grindfuckers, Moonspell, Hate, Legion Of The Damned, Ghost Brigade, Volbeat, Evocation, Voivod, Bury Me Deep, Opeth, Dagoba, Deathstars, Secrets of the Moon

### 2010, 19-21 agosto
| 18 agosto 2010 |            | |             |
| Main Stage     | Pain Stage | Party Stage | Camel Stage |
| -              | -          | Milking the Goatmachine Annotations of an Autopsy Equilibrium Unleashed Rage Suffocation Suicidial Angels Bleeding Red Kadavrik Parasite Inc. Leviathan A.O.D. Torturized | Smack Ballz |

| 19 agosto 2010                                                                               |                                                                                           | |                                 |
| Main Stage                                                                                   | Pain Stage                                                                                | Party Stage | Camel Stage                     |
| Subway to Sally Obituary Die Apokalyptischen Reiter Parkaway Drive Napalm Death Barren Earth | Raised Fist Dark Tranquillity Agnostic Front The 69 Eyes Ill Niño Dream Evil Bleeding Red | Ahab The Devil’s Blood Necrophagist Endstille Macabre Triptykon Swallow the Sun Insomnium Tracedawn Dew-Scented Grailknights Sideblast Feverschwanz | Johnny & The Hot Rods Tieflader |

| 20 agosto 2010                                                        | | |                     |
| Main Stage                                                            | Pain Stage | Party Stage | Camel Stage         |
| Heaven Shall Burn Hypocrisy Cannibal Corpse Ensiferum Fiddler’s Green | G-War Gorgoroth End of Green Anathema The Black Dahlia Murder Letzte Instanz Mono Inc. Deadstar Assembly Inme Cumulo Nimbus | Long Distance Calling Orphaned Land Hail of Bullets Dying Fetus Watain Despised Icon Origin Disbelief Kylesa War from a Harlots Mouth We Butter The Bread With Butter Pantheon I Destinity | Das Pack Downspirit |

| 21 agosto 2010                                                                                            |                                                                                               | |              |
| Main Stage                                                                                                | Pain Stage                                                                                    | Party Stage | Camel Stage  |
| Children of Bodom Sick of It All Bülent Ceylan Sepultura Eisbrecher Frei.Wild Van Canto The Foreshadowing | My Dying Bride Dark Funeral Korpiklaani Poisonblack Leaves Eyes Psychopunch Undertow Be’Lakor | Count Raven 1349 The Crown Eisregen Asphyx Maroon Warbringer Manegram Rebellion Sólstafir Callisto Hacride Fejd | The Very End |

### 2011, 18-20 agosto
| Main Stage / Pain Stage / Party Stage / Camel Stage | | |
| Hammerfall Arch Enemy Sodom Comeback Kid The Sorrow God Dethroned Powerwolf A Pale Horse Named Death Postmortem Emil Bulls Destruction J.B.O. Tarja Excrementory Grindfuckers Hail Of Bullets Saltatio Mortis Kvelertak Moonsorrow Scar Simmetry Týr | Hatebreed Suicidal Tendencies Vader Bolt Thrower Decapitated Seventh Void Melechesh God Dethroned Deadlock Sonic Syndicate Witchery Turisas Kalmah Blitzkid Hackneyed Kampfar Primordial Skeletonwitch Sylosis Motorjesus | Marduk Caliban Farmer Boys Corvus Corax The Haunted As I Lay Dying Crowbar Kataklysm Aborted Cripper Benighted Mad Sin Devil Sold His Soul Vreid Helrunar Wolf Revamp Your Demise Vomitory |

N.B. Sono previsti 4 palchi come nell'edizione 2010, ma ad oggi (dicembre 2010) non sono ancora state definite le posizioni in scaletta e la distribuzione dei gruppi sui tre giorni; sono noti invece due dei tre headliner: Hammerfall e Hatebreed.

### 2012, 16-18 agosto
(In ordine alfabetico)
Ahab, Alcest, Amon Amarth, Anaal Nathrakh, Architects, ASP, Asphyx, Audrey Horne, Before the Dawn, Behemoth, Be’lakor, Betontod, Black Sun Aeon, Bullet, Cattle Decapitation, Corvus Corax, Crowbar, Darkest Hour, Dark Tranquillity, Deathstars, Deez Nuts, Deicide, Desaster, Die Apokalyptischen Reiter, Die Kassierer, Eisregen, Entrails, Epica, Eskimo Callboy, Excrementory Grindfuckers, Farsot, Firewind, Ghost Brigade, Glorior Belli, Graveworm, Hatesphere, Helheim, Iced Earth, Immortal, In Solitude, Incantation, Insomnium, Katatonia, Lacuna Coil, Månegarm, Menhir, Mono Inc., Municipal Waste, Morgoth, Napalm Death, Night in Gales, Nile, Oomph!, Paradise Lost, Protest the Hero, Rage, Roterfeld, Sepultura, Shining, Sick of It All, Six Feet Under, Subway to Sally, Tankard, Tanzwut, Tasters, Terror, The Foreshadowing, The Generators, The Rotted, The Unguided, Toxic Holocaust, Unearth, Unleashed, Vallenfyre, We Butter the Bread with Butter, While She Sleeps, Within Temptation.